# Borda
La Borda è una creatura leggendaria che appartiene alla tradizione della Pianura Padana ed è nota per abitare in zone acquitrinose nelle quali poteva uccidere tutti i passanti, specialmente bambini.
Si tratta di una sorta di strega che appare con un aspetto orribile, bendata, sia nelle ore buie che nelle giornate nebbiose e uccide chiunque abbia la sventura di incontrarla. È una personificazione della paura legata alle zone paludose, agli stagni e ai canali , invocata dagli adulti per spaventare i bambini e tenerli lontani da questi luoghi .

## Il nome
La Borda, nota con questo nome soprattutto nel modenese, è conosciuta anche come Bourda nel Bolognese, Bùrda nel Ferrarese, Bûrda o Burdâna nel Reggiano. Al maschile prende il nome di Bordón a Parma, Bordö o Bordoeu a Milano (col significato di Orco), Bordò nel Bormiese (con un significato genericamente spregiativo). In milanese, così come nei dialetti cremasco e bormiese, la parola borda significa nebbia, vapore condensato a terra. Nel bergamasco aggiunge al significato di “nebbia” quello di maschera di carta pesta.
Alcuni studiosi del folklore locale riconducono l'etimologia del termine Borda alla radice "bor-" che andrebbe ricondotta a Borvo, divinità celtica che presiedeva alle acque termali e sorgive, e si ritroverebbe, in una vasta area accomunata da un'antica presenza celtica, in toponimi e termini connessi all'elemento acqueo: il fiume Bormida, località termali come Bormio, Bourbon-Lancy, Bourbon-l'Archambault, parole francesi come brouillard e brume (che significano "nebbia") o bourbe (melma).

## Origine e diffusione del mito
La leggenda della Borda trova le prime menzioni nella letteratura scritta verso gli ultimi decenni dell'Ottocento, sebbene l'origine del racconto abbia una diffusione molto più antica retrodatàbile al XVIII secolo se non all'epoca celtica. Infatti tale figura mostra uno spettro di caratteristiche che provengono dal sovrapporsi di tradizioni di epoche successive. Probabilmente il mito ha come archetipo la figura del dio celtico Borvo il ribollente e della sua paredra la Bormana entrambi sacri alle acque termali ed ai corsi d'acqua. A riprova della presenza del loro culto nel nord Italia sono le etimologie di paesi come Bormio famosa per le sue acque sorgive. È da rilevare come alcune volte le due divinità celtiche erano anche celebrate separatamente.
Il processo di formazione della figura della Borda potrebbe pertanto essere un riflesso dell'arcaico culto verso Borvo e la Bormana, spiriti delle acque, confusi in seguito nella figura dei ministri di tale culto, forse sacerdotesse (druidi) femminili presenti nella Gallia Cisalpina. Tale processo analogo si ipotizza essere avvenuto anche per un'altra figura mitologica presente maggiormente nell'arco alpino, l'anguana.
la liga i bei babèn cun una côrda.

Cun una côrda e cun una curdella,

la liga i bei babèn pu la i asserra,

cun una côrda e cun una ligazza,

la liga i bei babèn pu la i amazza»
lega i bei bambini con una corda.

Con una corda e con una cordicella,

lega i bei bambini e poi li stringe,

con una corda e con un legaccio,

lega i bei bambini e poi li ammazza.»
(Una ninna nanna romagnola)
Alcune ninne nanne romagnole sono dedicate alla Borda, che ammazza i bambini che non stanno buoni e non vogliono dormire strangolandoli con un laccio o una corda. Alcuni studiosi sottolineano che questa peculiare modalità di uccidere possa essere ricondotta ai sacrifici umani praticati in antichi culti celtici e sarebbe testimoniata dal ritrovamento, in alcune torbiere danesi e britanniche, di corpi di persone soffocate con un laccio e poi annegate, come la famosa mummia di Tollund.
La leggenda della Borda è centrale nel romanzo Mal'aria di Eraldo Baldini, ambientato nella provincia di Ravenna e dal quale è stata tratta l'omonima miniserie TV.